# مانيبهاي ديساي
مانيبهاي بهيمباي ديساي (27 أبريل 1920 - 14 نوفمبر 1993) هو ناشط اجتماعي ومناضل هندي من أجل الحرية شارك بنشاط في حركة الحرية مع المهاتما غاندي. ورائدًا في التنمية الريفية. بعد حصول الهند على الاستقلال، قرر العمل في القرى من أجل النهوض الاقتصادي والاجتماعي وعمل على تنفيذ ما وعده به المهاتما غاندي بأمانة طيل حياته. كرمته الحكومة الهندية بجائزة بادما شري عام 1968، حصل على جائزة رامون ماجسايساي للخدمة العامة عام 1982، حصل على جائزة جامنالال باجاج لقيم غاندي وقيم المجتمع والتنمية الاجتماعية عام 1983.